# Repište, Slovacia
Repište este o comună slovacă, aflată în districtul Žiar nad Hronom din regiunea Banská Bystrica. Localitatea se află la altitudinea de 521 m deasupra n.m., se întinde pe o suprafață de 10,38 km2 și în 2017 număra 284 de locuitori.

## Istoric
Localitatea Repište este atestată documentar din 1388.

## Demografie
| An:                | 1994 | 2004   | 2014   | 2024   |
| ------------------ | ---- | ------ | ------ | ------ |
| Număr de persoane: | 325  | 304    | 299    | 277    |
| Diferență:         |      | −6,46% | −1,64% | −7,35% |

| An:                | 2023 | 2024   |
| ------------------ | ---- | ------ |
| Număr de persoane: | 270  | 277    |
| Diferență:         |      | +2,59% |